# Borbe za Dubravsku visoravan
Borbe za Dubravsku visoravan bile su borbe HVO-a i Armije Bosne i Hercegovine.

## Poprište
Dubravska visoravan ima veliko geopolitičko i geostrateško značenje za Stolac i Čapljinu i šire. Geostratezi drže da je Dubravska visoravan zajedno s prostorom Tropolja (Kupreško, Livanjsko i Duvanjsko polje) jedan je od ključnih točaka u nadzoru nad srednjim Jadranom. U Domovinskom ratu JNA je uz potporu lokalnog bošnjačkog pučanstva u drugoj polovici 1991. pacificirala ovaj prostor. Hrvatske su snage u proljeće 1992. kad su deblokirale Dubrovnik, oslobodile njegovu okolicu i zaleđe, stavile pod svoj nadzor Dubravsku visoravan i neretvanski pravac. Ljudstvom HV i HVO oslobođen je ovaj dio BiH odakle je bio teroriziran krajnji jug Hrvatske. Hrvati su odmah prepoznali opasnost te je organizirao obranu BiH, dok se bošnjačko-muslimansko vodstvo držalo inertno. Dio Muslimana nije htio čekati svoje neodlučne sunarodnjake na čelu države BiH koji su oklijevali i imali druge planove sa Srbima. Uključili su se u postrojbe HVO te su ponegdje bili značajan udio, što su bošnjačko-muslimanski stratezi poslije htjeli zloupotrijebiti.
Tadašnjem bošnjačkom vodstvu nije nikako bilo prihvatljivo da Hrvati kontroliraju to područje. Nazočnost Hrvata nikako im nije bila prihvatljiva, kako je pokazala kasnija kolaboracija sa Srbima, i kasnije otkriveni zajednički srpsko-bošnjački planovi i negiranje hrvatskog suvereniteta na hrvatskom moru. Jedan od pet bošnjačkih imperijalističkih strateških ciljeva bio je izlazak na hrvatsko more i hrvatski suverenitet nije im se uklapao u plan.

## Akcija
Velikobošnjačka nakana vojnog prodora prema Jadranu postojala je prije rata. Raščlambe iz budućnosti prošlih događaja pokazale da je sve vodilo tome. Stanovništvo je bilo svjesno da se sprema predigra rata. Rasplet događaja najavio ne neslužbeni bilten Miloševićeve Srbije, beogradska politika, koja je cijelog ožujka najveći interes posvetila s dva područja BiH: Bosanske Posavine i Hercegovine, izvješćujući s dramatikom i tendencioznom patetikom. Cijelog ožujka 1992. trajale su "igre" s prometnim barikadama nižeg intenziteta. Vozila su stavljana sa strane u pripremi za barikade. Konačno je od 27. ožujka do 2. travnja 1992. godine Stolac osvanuo "odsječen" prometnim barikadama napravljenih u organizaciji šefa policijske postaje u Stocu, Muslimana Mehmeda Dizdara (ideolozi prometne blokade "za mir" su Mehmed Dizdar, Rusmir Mahmutčehajić, Alija Rizvanbegović i dr.). Blokadom Stoca zaustavljeni su izviđački i provokativni pokreti hrvatskih postrojbi. Barikade su postavljene na četiri izlaza iz grada, prema Čapljini, Neumu, Bileći i Ljubinju, držali su ih Muslimani i kontrolirali su ulazak i izlazak iz grada. Načelniku policije Hrvatu nisu dopustili ulazak u grad. Barikade su bile od kamiona, automobila i drugih različitih prepreka. Jedan dio prepreka bili su tzv. ježevi koje je HV dala stolačkim Muslimanima da ih stave na cestama prema Ljubinju i Berkovićima kao prepreke tenkovima. Medijima je plasirana neistinita priča da je to djelo svih naroda Stoca. Mimo dogovora, dio Muslimana-Bošnjaka organizirao je ovu blokadu. Domicilni Srbi nisu znali što će im donijeti budućnost pretvaranja grada u geto te su masovno napustili Stolac. Hrvati Stoca nisu imali nikakvu cestovnu komunikaciju. Ostali su odsječena enklava od 10.000 Hrvata na lijevoj obali Neretve, prepušteni na volju JNA koja se pripremala u susjedstvu. Hrvati su shvatili da u nadolazećem udaru JNA ne mogu računati na Muslimane kao na saveznike, jer su ovime prepušteni Srbima u ruke. Ni ugledni Stočani muslimani nisu prihvatili zamisao barikada. Neki su izravno oponirali barikadama. Po posljedicama barikade pokazala se namjera. Bez velikog objašnjenja odjednom je blokada obustavljena. Sigurno to nije bilo zbog dobrih sigurnosnih uvjeta. Paradoksalno je da su Muslimani-Bošnjaci blokirali grad "u ime mira", a kasnije pasivno promatrali ulazak snaga JNA. Ubrzo nakon skidanja barikada, sredinom travnja, JNA je bez otpora prometovala Stocem. U događajima ožujka i travnja 1992., dio gradske bošnjačko-muslimanske političke elite otvoreno je surađivao s JNA i strukturama SAO Hercegovina. Postavljanjem uoči primicanja JNA presijecale su se prometne komunikacije Hrvatima koji su se povlačili. Uklanjanje barikada prilikom pokreta JNA prema Neretvi Muslimani poslali simboličnom gestom JNA i pobunjenim Srbima koga su izabrali za savezničku stranu. Bez očekivane pomoći od HV, bez izgleda za otpora protiv nadmoćnog neprijatelja, prometno odsječeni, Hrvati (njih 6000) su napustili Stolac te u barkama i na druge načine spas potražilo na drugoj obali Neretve. Muslimani-Bošnjaci nisu napustili Stolac, niti pružili otpor okupatoru. Netom uoči očekivanog ulaza JNA jedna brojčano značajna borbena skupina Muslimana napustila je borbene položaje oko Stoca, na čelu s tadašnjim sekretarom Izvršnog odbora SO Stocem Bajrom Pizovićem, poslije čelnika bošnjačke brigade Bregava. Pošli su na obuku u kamp HV kod Vrgorca. Logično je da su premješteni da se izbjegne sukob s postrojbama JNA. Ali, svega par dana nakon okupacije Stoca po JNA Pizović i dio pripadnikea te postrojbe vratio se u Stolac i nastavili miran život. Službeni organ sigurnosti u Stocu ostala je i dalje je policija na čelu s Dizdarom.
Muslimani su pristajanjem uz JNA nakratko kupili sigurnost, što je bila loša odluka. Grad je pošteđen razaranja, ali okolna naselja nisu i otuda se mnogo ljudi povuklo u izbjeglištvo. Teža posljedica je prekid dobrih odnosa s hrvatskih povratnicima. HVO je ušao u Stolac sredinom lipnja 1992. godine. Muslimani su odbili sudjelovati u tome, nego su tražili su osnivanje muslimanske brigade ABiH „Bregava“ i na silu pokušavali od Hrvata preuzeti nadzor nad Stocem. Dio muslimana interesno je promijenio zastave. Ljeta 1992. godine u Metkoviću bila je smotra na kojoj su bili stolački HOS-ovci muslimani, odjeveni u crne odore novom poglavniku pozdravljajući ga „starim hrvatskim pozdravom“ „Za dom spremni“, „Bog i Hrvati“, Alah i Muslimani“. Tek nekoliko mjeseci ranije isti muslimani bili su suradnici srpske vojske u vrijeme okupacije. Nakon dolaska hrvatskih snaga, najveći dio vojno sposobnih Muslimana priključio se HOS-u, među njima i Mehmed Dizdar, a manji dio HVO-u, ali su intenzivirali veze s političkih vrhom Bošnjaka-Muslimana u Sarajevu. Načelnik GŠ tzv. ARBIH Sefer Halilović imenovao je Bajru Pizovića za zapovjednika muslimansko-bošnjačke brigade Bregava.
Izetbegović i najbliži suradnici uvijek su izražavali strah od "kroatiziranja" muslimanskoga pučanstva. Krajem 1992. i početkom 1993. smijenio legalno izabrane muslimanske dužnosnike u Konjicu i Mostaru pouzdanicima koji su bili spremne ući u sukob s Hrvatima, pa je smijenjen i predsjednik Regionalnog odbora SDA Ismet Hadžiosmanović, a na njegovo mjesto imenovan je Zijad Demirović koji je bio spreman podrediti se zapovjedništvu Četvrtog korpusa ABiH.
Služba sigurnosti brigade HVO Knez Domagoj uočila je nakane muslimanskih političkih aktivista da se steknu uvjeti za osvajanje grada Stoca. Ožujka 1993. načelnik Službe sigurnosti brigade HVO Knez Domagoj procijenio je da je Stolac potencijalno veliki sigurnosni problem, odnosno "mjesto gdje bi trebali izbiti neredi" kojima bi pomoć trebala stizati "s Bune, Gubavice, prema Stocu...".
Od početka 1993. postojali su planovi muslimanskog vodstva vojnog zauzimanja Stoca. Aktivirali su plan napada na hrvatske snage u dolini Neretve. 14. travnja 1993. pokrenuli su operacije u kojima je sudjelovalo oko 13.000 muslimanskih vojnika. Za dva tjedna brojčano nadmoćna ABiH, izdajom nepripremljenih hrvatskih saveznika, uspjela je skoro sasvim ovladati Konjicom i Jablanicom. Iz središnje Bosne, gdje su Muslimani (ABiH) bili nadmoćni, prelili su se preko Konjica i Jablanice do Mostara, a prijetnje su stizale i iz muslimanskih uporišta u Stocu i Čapljini. ABiH je podigla sve postrojbe u stanje pune borbene gotovosti te pozivala Muslimane u HVO-u neka im se pridruže. Samovoljno su 42. brdskom brigadom ABiH stigla na plato Gubavice i ušli u zonu odgovornosti čapljinske Prve brigade HVO, radi okupiranja Stoca. U ABiH su računali da će Muslimani u postrojbama HVO izdati Hrvate. Izdale su zapovijed kojima su 17. travnja 1993. naredili uvezivanje s Muslimanima u HVO-u te odredio da muslimansko ljudstvo iz HVO-a Čapljina ima zadaću zauzeti selo Tasovčiće i most u Čapljini. U zapovijedi se precizira „zauzimanje grada Stoca sa našim ljudima u HVO-u“.
Namjere muslimanske stolačke brigade razvidne su iz autobiografskom romana "Zaboravljeni govor probuđenih" koji je u tom naglašeno antihrvatski, antikršćanski i šovinistički intoniranom djelu ispisao autor, nekadašnji pomoćnik zapovjednika stolačke brigade „Bregava“ za moral i vjerska pitanja Enes Ratkušić. Roman je objavio u Mostaru 2000. godine. U romanu piše: „More će se krvlju zamutiti kad ta vojska jednoga dana krene…Toliko bih želio dočekati dan kad ćemo uspostaviti savezništvo sa najvećim dušmaninom, pa krenuti na još većeg. Možda ću i dočekati.“ Vojska koju Ratkušić u romanu opisuje već ratuje pod crnom zastavom Kalifata.
Muslimansko-bošnjačka napadna Operacija Neretva 93 zahuktala se i muslimansko-bošnjački osvajači namjeravali su ovladati dolinom Neretve i izbiti na Jadransko more. 
Pri tome su računali na Muslimane u HVO-u kao infiltrirani element u hrvatskim redovima koji će se aktivirati. 
U vrijeme muslimanske agresije na Hrvate BiH 1993. Muslimani u Stocu opet su promijenili zastave. Pokušali su po oprobanoj metodi koja im je uspjela u Mostaru i još nekim gradovima, a pokušana neuspješno u nekoliko mjesta, izdajom Hrvata koji su ih spasili preuzeti grad. Oružjem koje su dobili od HVO-a pokušali su po planu muslimanskog nacionalnog vodstva napasti s leđa ili na spavanju svoje suborce Hrvate, zauzeti tako Stolac, ovladati dolinom Neretve i osigurati izlazak na more.
Poučeni iskustvom nakon napada Armije RBiH na HVO u srednjoj Bosni, te nakon toga i u Mostaru, osobito nakon ubijanja hrvatskih suboraca, i suočeni s muslimanskim čarkama, hrvatske vlasti na slobodnom teritoriju Stoca, Dubrava i Čapljine pošle su razoružati pripadnike dotadašnjih saveznika ARBiH 42./442. brdske brigade Armije Republike Bosne i Hercegovine "Bregava" (dio 4. korpusa Armije BiH, zapovjednik Arif Pašalić) i muslimansko-bošnjačke pripadnike HVO-a. U HVO-u morali su reagirati na muslimanske napade i zauzimanje taktičkih položaja i objekata. Brigadi „Bregava“ dali su ultimatum za povlačenje. HVO je imao mješovit sastav gdje su neke brigade imali trećinu vojnika muslimanske nacionalnosti, koji su ušli u brigadu HVO tek nakon oslobođenja Stoca. HVO ih je uvježbao i naoružao, a u brigadi „Bregava“ bili su gotovo isključivo Muslimani. Odbili su iz "Bregave" Nakon zapovijed za povlačenje. Nakon saznanja o pripremama za napad, pripadnici HVO-a 19. travnja 1993. uhitili su zapovjedništvo brigade i razoružali oko 700 vojnika koji su ih planirali napasti. Istovremeno, sjevernije od Stoca, ABiH je na konjičkom i jablaničkom području nastavljala napade koji su se 9. svibnja proširili i na Mostar i trajali su sve do proljeća 1994. i Washingtonskog sporazuma.
Muslimansko izaslanstvo iz Mostara predvođeno Safetom Oručevićem i Fatimom Leho više puta se tijekom ljeta 1993. sastajalo sa srpskim političkim i vojnim vrhom, čak i s Ratkom Mladićem. Na sastancima su izražavali žaljenje što nisu zajedničkim snagama porazili Hrvate i „izišli na more“. Hrvatska akcija zamrsila je konce muslimansko-bošnjačkim planerima te je zapovjedništvo brigade ARBiH uvidjelo propast plana. Odlučili su se spojiti s teritorijem Blagaja koji je bio pod njihovim nadzorom, da bi otvorili Stolac i Dubravsku visoravan za zauzimanje od strane ARBiH. Muslimanska akcija počela je 13. srpnja 1993. godine. Pripadnici 42. brigade “Bregava” krenuli su iz Stoca ka Gubavici. HVO je predusreo tu akciju i bošnjačke snage nisu uspjele probiti HVO-ove crte na Buni i spojiti se s 42. brigadom na Gubavici. Potom su prešli na alternativni plan. Preostali dio 42. bbr. se uz velike gubitke jedva probio do Blagaja. ARBiH doživjela je težak poraz. Poneseni neobjektivno laganim vojnim uspjesima u gornjem toku Neretve gdje su od saveznika prijevarom i izdajom došli do kontrole teritorija, lakomo su se upustili u akciju prodora prema jugu. Nerealna bošnjačka slika o snazi vlastitih snaga rasplinula se u donjem toku Neretve. Nisu uspjeli okupirati Stolac ni Dubrave, niti čapljinsko područje. Poražena i uništena brigada je poslije 13. srpnja 1993. premjestila zapovjedništvo u Blagaj, gdje je ostalo do kraja rata. Da bi relativizirali svoj poraz, svojoj javnosti plasirali su izmišljene priče o obrani Blagaja od HVO-a i regularne Hrvatske vojske. Takve tvrdnje su neutemeljen, jer su se hrvatske snage bavile Vojskom Republike Srpske. Sve do primirja Washingtonskim sporazumima, bošnjačko-muslimanske snage više se nisu pokušavale tako upustiti u frontalni napad na Hrvate, nego im je preostalo djelovati preko diverzanata. Zbog nedostatka materijalno-tehničkih sredstava i teška poraza od HVO-a mogli su djelovati samo preko jakih diverzantsko izviđačkih snaga, što ih je koštalo mnoštvom poginulih. Muslimansko-bošnjački diverzanti djelovali su po vojnicima HVO-a, a bilo je i akcija koje su kršile Ženevsku konvenciju jer je bilo terenskih izvješća da su stradali civili Hrvati. 
Područje Dubravske visoravni više je od pola godine nakon tih velikih previranja u stolačkoj općini bilo duboko u HVO-vom teritoriju. Crta bojišnice bila je kod Blagaja: Domanovići, Poprati, Crnići, Jasoc. Jedan pojas zemlje bio je ničija zemlja. Muslimanski diverzanti nastojali su ometati put Stolac-Čapljina i komunikacije HVO-a u Stocu s Čapljinom. Sva sela na dubravskoj visoravni imala su velike muslimanske populacije, a ponegdje su bila većinska. Vojničko neznanje vodstva bošnjačkih snaga dolazilo je do izražaja. Pješaštvo su slali u vrlo pogibeljne akcije koje nisu dale rezultata. Snage hercegovačkih Srba služile su se protiv njih Pragama, češkim proizvodom, vrlo učinkovitim u brdsko-šumskim krajevima. Rasprskavajuće streljivo iz nje veliku štetu nanosi u tranšejima i rovovima na rubu šume ili u šumarcima. 
Sve što se u tom razdoblju poslije događalo na području Stoca i Čapljine posljedice su zamisli onih krugova koji su iz Sarajeva pokrenuli napadnu operaciju širih razmjera na neretvanskom operativnom pravcu.
Zbog muslimanske zloporabe civila i regularnih snaga, HVO je 3. kolovoza 1993. godine deportirao Muslimane iz općine Stolac prema crtama Armije Bosne i Hercegovine u Blagaju. Protjerani stolački Muslimani utočište su pronašli u istočnom Mostaru, čime je stvoren još veći pritisak istočni dio grada Mostara i njegove ograničene mogućnosti. Ovaj događaj posljedica je velikobošnjačkih nakana koje su uzrok, a hrvatska reakcija bila je legitimna obrana.